# Vlag van Akhzivland

Vlag van Akhzivland

De vlag van Akhzivland bestaat uit drie horizontale banen van geel tussen twee blauwe banen, waarbij de bovenste baan een lichtere tint blauw heeft dan de onderste. Er staan twee witte afbeeldingen op afgebeeld. De meest rechtse afbeelding is een gebouw dat het Akhzivland Museum voorstelt, het belangrijkste gebouw in Akhzivland. De meest linkse afbeelding stelt een zeemeermin voor die lijkt op de zeemeermin in de vlag van Eemsmond, een Nederlandse gemeente.

## Verwante afbeelding

Vlag van Eemsmond